# Andrzej Wasilewski (1919–1989)
Andrzej Wasilewski (ur. 24 listopada 1919 w Radliczycach, zm. 15 marca 1989 w Warszawie) – polski lekarz weterynarii i polityk, poseł na Sejm PRL VI kadencji.

## Życiorys
Przez wiele lat był zatrudniony jako powiatowy lekarz weterynarii w Kaliszu, był radnym Powiatowej Rady Narodowej w Kaliszu. Pełnił funkcje sekretarza Komisji Rolnictwa i członka prezydium PRN. W 1972 uzyskał mandat posła na Sejm PRL w okręgu Kalisz. Zasiadał w Komisji Nauki i Postępu Technicznego. Był zastępcą naczelnika miasta i powiatu kaliskiego, pełnił urząd wicewojewody kaliskiego w latach 1975–1981.
W 1957 wstąpił do Zjednoczonego Stronnictwa Ludowego. Był wiceprezesem Wojewódzkiego Komitetu partii w Kaliszu od 1963, a od 1964 prezesem. Ponadto z ramienia ZSL był członkiem Biura Rolnego przy Komitecie Powiatowym Polskiej Zjednoczonej Partii Robotniczej. W 1969 został zastępcą członka Naczelnego Komitetu ZSL. Pełnił także funkcje przewodniczącego Zarządu Wojewódzkiego Towarzystwa Przyjaźni Polsko-Radzieckiej i prezesa Zarządu Wojewódzkiego Ochotniczej Straży Pożarnej.
Został pochowany na cmentarzu Powązkowskim w Warszawie (kwatera 299-4-22).

## Odznaczenia
- Krzyż Oficerski Orderu Odrodzenia Polski
- Krzyż Kawalerski Orderu Odrodzenia Polski
- Srebrny Krzyż Zasługi
- Odznaka „Za wzorową pracę w służbie weterynaryjnej”
- Odznaka honorowa „Za Zasługi w Rozwoju Województwa Poznańskiego”